# Christian Tiboni
Christian Tiboni (Desenzano del Garda, 6 de abril de 1988) é um futebolista italiano que atualmente joga pelo atalantaa.